# Donovan's Reef
Donovan's Reef is een Amerikaanse filmkomedie uit 1963 onder regie van John Ford. De film werd destijds uitgebracht onder de titel Tumult op Tahiti.

## Verhaal
Drie Amerikaanse zeelieden gaan na de Tweede Wereldoorlog wonen op een tropisch eiland. Als een van hen door zijn dochter wordt bezocht, ontstaan er spanningen.

## Rolverdeling
| Acteur            | Personage                 |
| ----------------- | ------------------------- |
| John Wayne        | Michael Patrick Donovan   |
| Lee Marvin        | Thomas Aloysius Gilhooley |
| Elizabeth Allen   | Amelia Dedham             |
| Jack Warden       | Dr. William Dedham        |
| Cesar Romero      | Markies Andre de Lage     |
| Dick Foran        | Sean O'Brien              |
| Dorothy Lamour    | Juffrouw Lafleur          |
| Marcel Dalio      | Pater Cluzeot             |
| Mike Mazurki      | Sergeant Monk Menkowicz   |
| Jacqueline Malouf | Lelani Dedham             |
| Cherylene Lee     | Sarah Dedham              |
| Jeffrey Byron     | Luki Dedham               |
| Edgar Buchanan    | Francis X. O'Brien        |
| Jon Fong          | Meneer Eu                 |